# Tusam
Juan José del Pozo, conocido como Pozi o Tu Sam (Buenos Aires, 1933 - ibídem, 27 de abril de 1999), fue un mentalista e hipnotizador argentino, famoso por sus espectáculos de hipnotismo en el teatro y en la televisión. El nombre TUSAM es un acrónimo de las palabras «técnica», «unción», «sabiduría», «amor» y «mística».

## Biografía
En 1948 ―a los 16 años― aprendió hipnotismo. En 1966, apareció por primera vez en televisión en el programa Sábados continuados (por Canal 9), donde batió un récord de permanencia sin respirar bajo el agua. Con los años tuvo su propio programa de televisión, cuando reemplazó a Horangel en el programa Los doce del signo, sobre astrología. Entre sus creaciones más recordadas figuran el hipnotismo colectivo y las demostraciones sobre lo que él consideraba las mentiras de los manosantas y curanderos.
Con María del Carmen Calandra tuvo un hijo, Leonardo, que desde los nueve años de edad empezó a acompañarle como partenaire y que continúa actualmente con la tradición de su padre.
Montó un espectáculo en el teatro Astral, donde lo acompañaban su esposa, María del Carmen, y su hijo Leonardo, en el que tragaba lámparas incadescentes y lámparas fluorescentes encendidas, sugestionaba animales, masticaba vidrios, introducía un sable en su boca, se ensartaba agujas en la carne o se clavaba clavos en el cuerpo y hacía levitar a las personas. Algunas veces tuvo experiencias fallidas, como en el programa Finalísima (1990), cuando su hijo casi se ahogó dentro de un tanque hermético repleto de agua.

La naturaleza impone los límites. Voy a seguir experimentando hasta que el cuerpo me diga basta.
Tusam

En julio de 1998 sufrió un accidente con su automóvil en la ciudad de Olivos, y sufrió trastornos que derivaron en una enfermedad cardiovascular. En abril de 1999 sufrió un ataque cardíaco. El domingo 25 de abril de ese año fue internado en terapia intensiva de la clínica Olivos, en la Provincia de Buenos Aires, donde falleció el martes 27 de abril de ese año.

## Homenajes
En la cultura popular también se conoce a Tusam con los apodos de "Trucham" o "Truchan"; este último fue popularizado al ser el nombre de un personaje que parodiaba a Tusam, el cual fue creado e interpretado por Jorge Guinzburg para el clásico programa humorístico argentino Peor es nada.
Su caracteristica frase "Puede fallar" dicha antes de cada prueba se instaló en el lenguaje popular y es aun utilizada por muchos Argentinos al momento de realizar algo desafiante.